# Ацуши Хиваса
Ацуши Хиваса (енгл. Atsushi Hiwasa; 22. мај 1987) професионални је рагбиста и репрезентативац Јапана, који тренутно игра за Сантори санголијат.

## Биографија
Висок 166 цм, тежак 72 кг, Хиваса је за национални тим Јапана одиграо 51 тест меч и постигао 1 есеј.